# مارکسیسم
مارکسیسم (به انگلیسی: Marxism) مکتبی سیاسی و اجتماعی است که توسط کارل مارکس، جامعه‌شناس، فیلسوف و انقلابی آلمانی، در اواخر قرن نوزدهم ساخته شد. فردریش انگلس نیز از شکل‌ دهندگان مهم به اندیشه مارکسیسم بوده‌است و مارکسیست‌ها با اصول کلی اندیشه او نیز موافق هستند.
مطالعات مارکسیستی، عبارت‌اند از: فلسفه مارکسیستی، اقتصاد سیاسی و سوسیالیسم علمی.

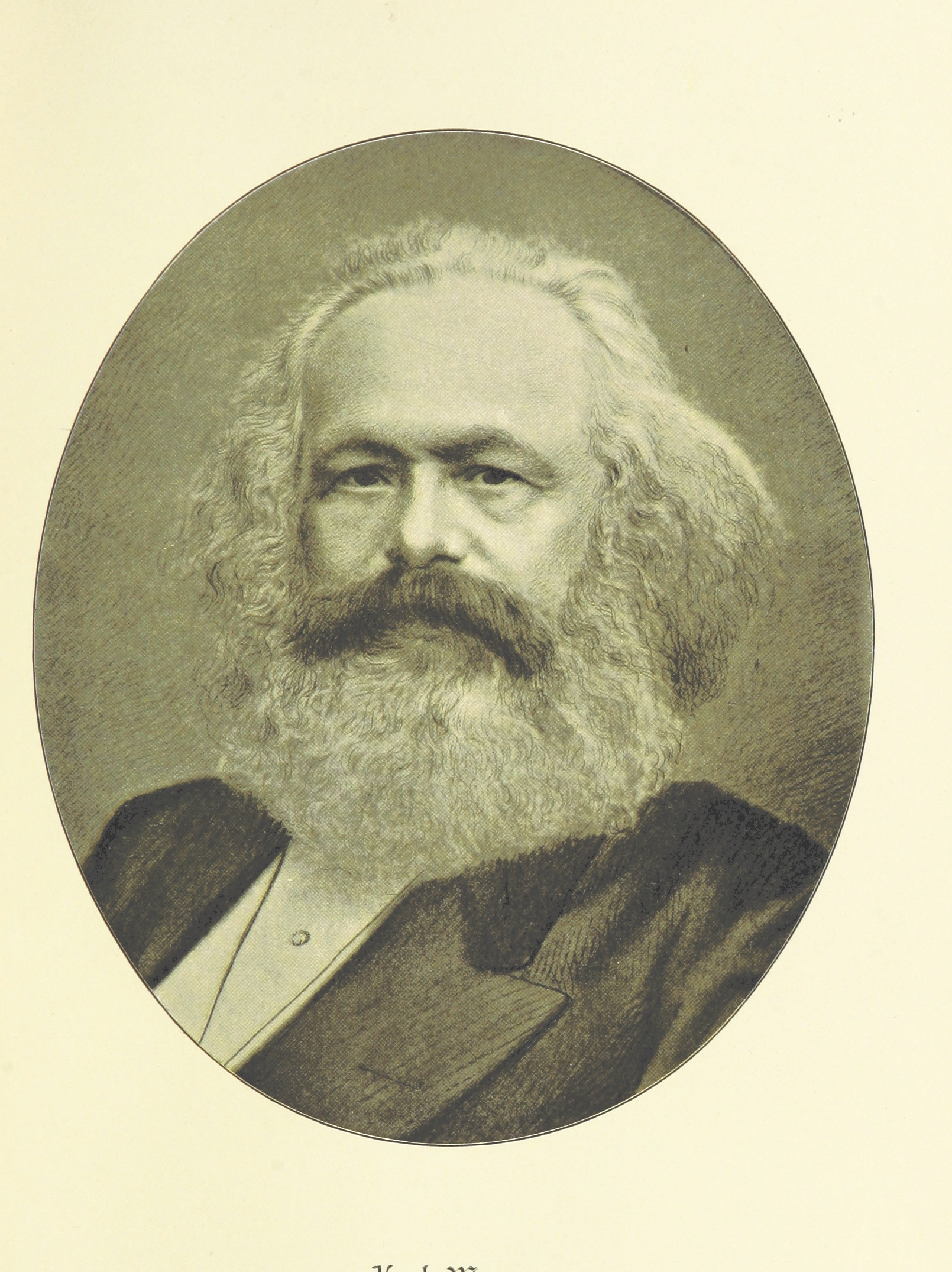
نگاره‌ای از کارل مارکس، فیلسوف، جامعه‌شناس و اقتصاددان آلمانی

اساس نظریه مارکس: مارکسیسم، آن طور که در «مانیفست کمونیست» (نوشته مارکس و انگلس) بیان شده‌است، بر این باور استوار است که تاریخ جوامع، تاکنون، تاریخ مبارزه طبقاتی بوده‌است و در دنیای حاضر، دو طبقهٔ بورژوازی و پرولتاریا وجود دارند و کشمکش‌های این دو، تاریخ را رقم خواهد زد.

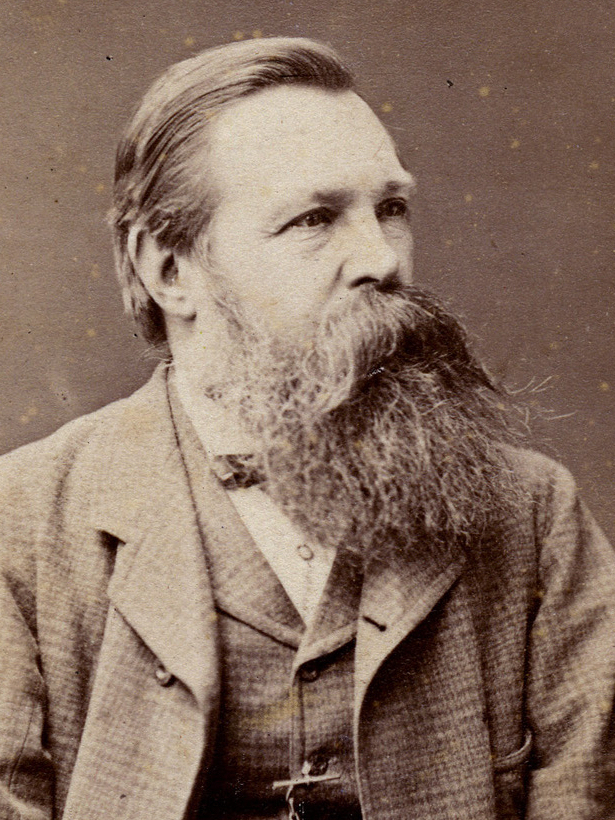
تصویری از فردریش انگلس

میان مارکسیست‌های مختلف، برداشت‌های بسیار متفاوتی از مارکسیسم و تحلیل مسائل جهان با آن موجود است اما موضوعی که تقریباً همه در آن توافق دارند: «واژگونی نظام سرمایه‌داری از طریق انقلاب کارگران و لغو مالکیت خصوصی بر زمین، منابع و ابزار تولید و لغو کار مزدی و ایجاد جامعه‌ای بی طبقه با مردمی آزاد و برابر و در نتیجه، پایان ازخودبیگانگی انسان» است. (ازخودبیگانگی‌ای که کمونیست‌ها معتقدند در جهان سرمایه‌داری ناگزیر و حتمی است.)
مارکس و اِنگِلس همانند دیگر سوسیالیست‌ها، تلاش کردند تا به سرمایه‌داری و سیستم‌هایی که در جهت به خدمت گرفتن کارگران پایه‌ریزی شده بودند خاتمه دهند. در حالی که سوسیالیست‌ها در آغاز راه به دنبال اصلاحات اجتماعی بلند مدت بودند، مارکس و اِنگِلس معتقد بودند که انقلاب، اجتناب‌ناپذیر بوده و تنها مسیر ممکن برای رضایت مردم، حرکت به سوی سوسیالیسم و کمونیسم است. بزرگ‌ترین اندیشمندان این آموزه که نگارهٔ ایشان بر روی پرچم نمادینِ مارکسیسم-لنینیسم دیده می‌شود، از سمت چپ به راست به ترتیب، کارل مارکس، فریدریش اِنگِلس و ولادیمیر لنین است.

## اساس نظریه
براساس نظرات مارکسیست‌ها در مورد کمونیسم، مهم‌ترین ویژگی زندگی انسان‌ها در جامعهٔ طبقاتی، از خود بیگانگی است و کمونیسم به این دلیل که آزادی انسان‌ها را به‌طور کامل به رسمیت می‌شناسد، مکتبی مطلوب است. مارکس مطابق نظر گئورگ ویلهلم فردریش هگل آزادی را فراتر از حذف محدودیت‌ها و عملی با محتوای اخلاقی می‌داند. به باور آنها، کمونیسم به مردم اجازه می‌دهد هر کاری را که دوست دارند انجام دهند ولی در عین حال مردم را در شرایطی قرار می‌دهند که نیاز به خدمت گرفتن همنوعشان را احساس نمی‌کنند. در حالی که هگل باورمند است با پرده برداشتن از این نوع زندگی اخلاقی به حیطهٔ افکار انسان‌ها می‌رسیم، مارکس کمونیسم را نشأت گرفته از مادیات و به ویژه رشد ابزارهای تولید می‌داند.
مارکسیسم اعلام می‌کند تضاد طبقاتی و مبارزه انقلابی در نهایت به پیروزی پرولتاریا (طبقه مولد تولید سرمایه همچون کشاورزان و کارگران ساده) و تشکیل جامعه‌ای می‌انجامد که در آن مالکیت خصوصی برچیده شده و مالکیت ابزارهای تولید و اموال به جامعه تعلق دارد. مارکس در مورد زندگی در جامعهٔ کمونیستی سخن چندانی نمی‌گوید و تنها به ترسیم شمای کلی جامعه کمونیسم اکتفا می‌کند. واضح است که در چنین جامعه‌ای برای پروژه‌های قابل اجرا توسط بشر محدودیت اندکی وجود دارد. جنبش کمونیسم در شعار اصلی خود، مکتبش را جهانی معرفی می‌کند که در آن هر فرد مطابق توانایی‌هایش تولید می‌کند و مطابق نیازهایش مصرف می‌کند.

در کتاب ایدئولوژی آلمانی (۱۸۴۵) مارکس در مورد آیندهٔ کمونیسم نوشته شده‌است:

«در جامعهٔ کمونیستی، که دایرهٔ آزادی هر فرد بیش از همیشه است و وی می‌تواند در رشتهٔ مورد علاقه به موفقیت دست پیدا کند، جامعه فرایند تولید را کنترل می‌کند و بنابراین فردی مثل من می‌تواند امروز کاری انجام دهد و فردا کار دیگری، صبح شکار کند، بعدازظهر ماهیگیری کند، شب گله را به چرا ببرد، بعد از شام هم به انتقاد بپردازد، همان چیزی که در ذهنش است را اجرا کند بدون آنکه شکارچی، ماهیگیر، چوپان یا نقاد باشد.» دیدگاه نهایی مارکس افزودن این دیدگاه به یک نظریهٔ علمی در مورد نحوهٔ حرکت جامعه در یک مسیر قانون‌مدار به سمت کمونیسم و با کمی کشمکش، یک نظریهٔ سیاسی، در مورد لزوم استفاده از یک جنبش انقلابی برای رسیدن به هدف است.
در انتهای سده نوزدهم دو کلمهٔ «سوسیالیسم» و «کمونیسم» در معنای واحدی به کار می‌رفتند. با این وجود، مارکس و انگلس استدلال کردند کمونیسم در یک فرایند تک‌مرحله‌ای از دل کاپیتالیسم بیرون نمی‌آید و باید از «فاز اولیه‌ای» عبور کند که در آن مالک اغلب کالاهای تولیدی جامعه‌است ولی در عین حال هنوز ردپایی از تضاد طبقاتی دیده می‌شود. «فاز اول» راه را برای رسیدن به «فاز بالاتر» هموار می‌کند که در این فاز تضاد طبقاتی برچیده شده و نیاز به دولت حس نمی‌شود. لنین بارها از اصطلاح «سوسیالیسم» برای اشاره به «مفهوم فاز اول» کمونیسم که توسط مارکس و انگلس ارائه شد استفاده کرد و «سوسیالیسم» را «فاز بالاتر» کمونیسم مارکس و انگلس می‌دانست.
مطالبی که عنوان شد و آنچه لنین گفت راه را برای تشکیل حزب‌های کمونیستی در سده بیستم هموار کرد. بعدها نویسندگانی چون لوئی آلتوسر و نیکوس پولانزاس دیدگاه مارکس را اصلاح کردند و در فرایند رشد جوامع، مرکزیتی را برای دولت قائل شدند، با این استدلال که برای رسیدن به کمونیسم کامل، سوسیالیسم می‌بایست یک مرحلهٔ گذر طولانی مدت را طی کند.
برخی از هم‌عصران مارکس، مانند میخائیل باکونین همین تفکرات را مطرح کردند، با این تفاوت که در مورد نحوهٔ رسیدن به یک جامعهٔ هماهنگ در غیاب طبقات اجتماعی نظر دیگری داشتند. همواره در جنبش کارگری بین کمونیست‌ها و آنارشیست‌ها شکافی وجود داشته‌است. آنارشیست‌ها مخالف هر سازمان سلسله‌مراتبی دولت هستند. در میان آنها کمونیست‌های آنارشیست مانند پیتر کروپوتکین از گذر ناگهانی به جامعهٔ بدون سطوح طبقاتی تحت اقتصاد هدیه‌ای سخن می‌گویند؛ در حالی که اتحادیه‌گرایان آنارشیست باورمندند که اتحادیه‌های کارگری برخلاف احزاب کمونیست، سازمان‌هایی هستند که در ایجاد تغییرات در جامعه نقش دارند.

## مهم‌ترین مؤلفه‌های اندیشهٔ مارکس

#### ماتریالیسم
مارکس معتقد به ماتریالیسم بود یعنی آنکه برخلاف ایدئالیسم پدیده‌های روانی و روحی را با این یا آن کیفیت ماده بررسی می‌کند. این مفهوم از ماتریالیسم را مارکس از فوئرباخ اخذ کرد. بر این اساس دیگر وجود خداوند یا روح یا هرگونه موجود غیرمادی منتفی خواهد شد و در جهان فقط ماده وجود دارد.

#### دیالکتیک
مارکس دیالکتیک را از هگل فراگرفت. بر اساس دیالکتیک همه‌چیز در دنیا در حال تغییر و دگرگونی است. در مقابل هر چیزی، ضد یا مخالفی وجود دارد که مارکس از آن دو به تز و آنتی تز یاد می‌کند. از ترکیب این دو سنتز به‌وجود می‌آید. مارکس در مورد روش دیالکتیکی خود می‌گوید:<<روش دیالکتیکی من نه تنها در بنیاد با روش هگل تفاوت دارد بلکه دقیقاً نقطه مقابل آن است. به نظر هگل {فرایند اندیشه که او تحت نام ایده به سوژه ای حتی خود مختار بدل می‌کند. آفریدگار امر واقعی است. امرواقعی که فقط جلوهٔ بیرونی ایده را تشکیل می‌دهد}از نظر من بر عکس امر ایده ای هیچ چیزی نیست مگر انتقال و ترجمان امر مادی در سر انسان}

#### ماتریالیسم دیالکتیک
ماتریالیسم دیالکتیک برعکس ماتریالیسم مکانیکی فوئرباخ به تغییر و تحول و دگرگونی ماده تأکید دارد و بر عکس دیالکتیک هگل پدیده‌های جهانی را بر اساس کیفیات اصلی ماده بررسی می‌کند همچین ماتریالیسم دیالکتیک اگر در جامعه پیاده شود(ماتریالیسم تاریخی) شیوه‌های تولیدی و روابط مادی انسان‌ها در نظر دارد که بر اساس این شیوه‌های تولیدی مسیر تکاملی جامعه را تعیین می‌کند

#### دترمینیسم تاریخی
دترمینیسم به معنای جبری بودن یا تعیین‌شدگی است. دترمینیسم تاریخی به این معناست که تاریخ، روندی جبری دارد. از نظر مارکس، تاریخ به چند مرحله تقسیم می‌شود. مرحلهٔ اول «کمون اولیه» نام دارد و در آن همه‌چیز اشتراکی بوده و مالکیت خصوصی وجود نداشته‌است، سپس تاریخ به دورهٔ برده‌داری، و بعد از آن فئودالیسم رسیده و در زمان مارکس در مرحلهٔ سرمایه‌داری قرار داشت. مارکس پیش‌بینی کرد که سرمایه‌داری به کمک انقلاب و دیکتاتوری پرولتاریا (کارگران بدون ابزار) به «سوسیالیسم» می‌رسد که در این مرحله، مالکیت خصوصی از بین می‌رود و همهٔ اموال و دارایی‌ها اشتراکی می‌شود و سپس به «کمونیسم» که جامعهٔ بدون طبقه، بدون دولت و بدون مالکیت است می‌رسد. این پیش‌بینی هنوز محقق نشده‌است.

#### اقتصاد

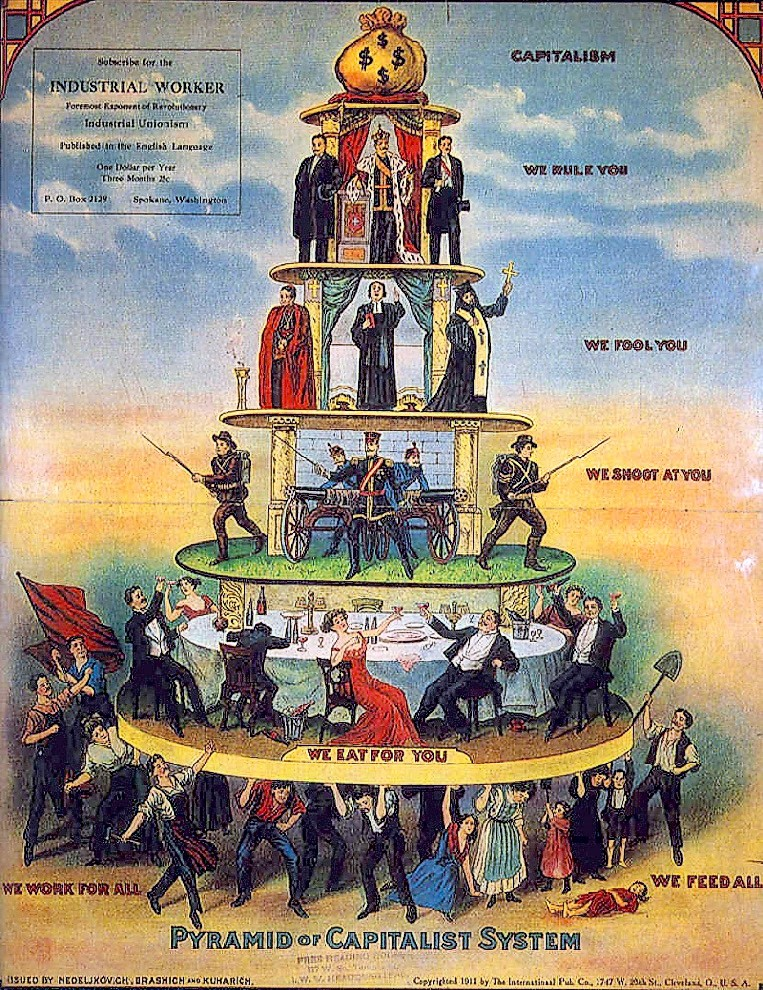
کارتون «هرم نظام سرمایه‌داری»، ساخته شده توسط کارگران صنعتی جهان، 1911

تحولات تاریخی که مارکس از آنها یاد می‌کند به چه صورتی رخ داده‌اند؟ موتور محرکهٔ تاریخ از نظر مارکس اقتصاد بوده و لذا اقتصاد زیربنا و سیاست، فرهنگ، دین و… همه روبنا هستند. منظور مارکس از اقتصاد با منظوری که ما امروزه از اقتصاد در ذهن داریم کمی متفاوت است. از نظر مارکس اقتصاد در مناسبات تولید خلاصه می‌شود و مناسبات تولید نیز در مالکیت ابزار تولید. هر کسی که مالک ابزار تولید باشد شکل‌دهندهٔ طبقهٔ مسلط در جامعه است و آنانی که فاقد ابزار تولید هستند، طبقهٔ زیردست‌اند که از سوی طبقهٔ مسلط استثمار می‌شوند. به‌عنوان مثال در سیستم برده‌داری، برده‌ها ابزار تولید هستند، در فئودالیسم زمین و در سرمایه‌داری ماشین‌آلات صنعتی.

## نقد نظریهٔ مارکس
1. یکی از بزرگ‌ترین انتقادها به نظریهٔ مارکس این بوده و هست که پیش‌بینی او محقق نشد. او پیش‌بینی کرد به زودی در انگلستان انقلاب کمونیستی رخ می‌دهد؛ اما این انقلاب هیچ‌گاه در این کشور رخ نداد. تاریخ که به باور او می‌بایست روندی جبری را مطابق با دوره‌های تاریخی او پیش برود، نرفت.
2. دومین نقد عمده به اندیشهٔ مارکس معمولاً به وجه تقلیل‌گرایی این اندیشه ناظر می‌باشد. تقلیل‌گرایی به این معناست که شما یک امر مهم و بزرگی را به یک چیز خلاصه کنید و تقلیل دهید. مارکس تحولات تاریخی را که از بسیاری عوامل فرهنگی، اجتماعی، سیاسی و.... ناشی می‌شود را صرفاً (و در برخی تفاسیر عمدتاً) به اقتصاد تقلیل می‌دهد. اقتصاد را هم در نهایت به ابزار تولید تقلیل می‌دهد. به این ترتیب او در نظریه‌اش بسیاری از عوامل مهم و مؤثر را نادیده می‌گیرد یا کم‌اهمیت می‌پندارد.
3. بسیاری از اندیشمندان کمونیسم نهایی، کارل مارکس را که جامعه‌ای بدون طبقه، بدون دولت و بدون مالکیت خصوصی است نقد می‌کنند. اصولاً امکان به وجود آمدن چنین جامعه‌ای وجود ندارد و لذا پیش‌بینی کارل مارکس که معتقد به رسیدن به این جامعه است هیچ‌گاه محقق نشد.

## نقطه قوت و تأثیر مثبت اندیشهٔ کارل مارکس
نقطه قوتی که باعث شده اندیشه مارکس یکی از تأثیرگذارترین اندیشه‌های سیاسی باشد، این است که مارکس به حقوق کارگران و استثماری که از سوی طبقهٔ کارفرما بر آنها صورت می‌پذیرفت اعتراض کرد. اندیشه‌های مارکس وضعیت کارگرانی که بیش از ۱۲ ساعت و حتی بعضاً ۱۶ ساعت در روز کار می‌کردند و حقوق بسیار اندکی دریافت می‌کردند را بهبود بخشید؛ و به تدریج کارفرمایان را به رعایت بیشتر حقوق کارگران مانند سقف کاری ۸ ساعت در روز، بیمه و.... سوق داد. به همین دلیل عمدهٔ طرفداران اندیشهٔ مارکسیسم کارگران هستند، اما لازم است ذکر شود که دفاع از حقوق کارگران تنها در قالب مارکسیسم محدود نیست و می‌توان بدون تمسک به آموزه‌های مارکسیستی به دفاع از حقوق کارگران پرداخت.

## اندیشه‌های بعد از مارکس
تفاسیر متعدد و فراوانی از اندیشهٔ مارکسیسم صورت پذیرفته‌است. این امر موجب پیدایش انواع مارکسیسم شده‌است که بعضی از این اندیشه‌ها تفاوت‌های قابل توجهی با هم دارند. نمونه‌های زیر را می‌توان به عنوان برخی از انواع شناخته‌شدهٔ اندیشهٔ مارکسیستی پس از مرگ مارکس نام برد.
1. مارکسیسم ارتدوکس
2. مارکسیسم فلسفی
3. مارکسیسم انتقادی[۶]
4. مارکسیسم ساختارگرا
5. مارکسیسم-لنینیسم
6. مارکسیسم-لنینیسم-مائوئیسم
7. مارکسیسم فرهنگی
8. مارکسیسم فرویدی
9. مارکسیسم اسلامی[۷][۸]
10. فمینیسم مارکسیستی

### اندیشهٔ مارکسیسم-لنینیسم
یکی از این تفاسیر که اندیشهٔ مارکسیسم-لنینیسم (تفاسیر لنین از اندیشهٔ مارکس) بود از سوی ولادیمیر لنین در شوروی سابق به اجرا گذاشته شد و بعد از ۷۰ سال به دلیل ناکارآمدی و ناتوانی در حل معضلات جامعه، و علی‌رغم جرح و تعدیل‌های فراوان از سوی جانشینان لنین، به جای تحقق جامعهٔ کمونیسم نهایی به فروپاشی اتحاد جماهیر سوسیالیستی شوروی انجامید.

### کمونیسم در دنیای امروز
در جهان امروز، اقتصاد و سیاست کشورها دو شاخه‌ای شده‌اند به گونه‌ای که یا خالصانه به سمت بورژوازی‌اند (همانند آمریکا و اکثر کشورهای اروپایی و به اصطلاح غرب) یا اینکه ادعای سوسیالیستی و کمونیستی بودن را می‌کنند. از اوایل قرن بیستم گسترش کمونیسم در سراسر جهان آغاز شد و به‌شدت رشد کرد ولی در اواخر این قرن تمامی کشورهای کمونیستی یا فروپاشیدند یا از بین رفتند به‌طوری که امروزه تنها کشورهای متأثر از کمونیست، چین، کره شمالی و کوبا هستند. 

## احزاب و سازمان‌های مارکسیست در ایران
- حزب کمونیست ایران (دهه ۱۹۲۰)
- حزب توده ایران
- سازمان چریک‌های فدایی خلق ایران
- سازمان انقلابی کارگران ایران (راه کارگر)
- سازمان پیکار در راه آزادی طبقه کارگر
- سازمان انقلابی حزب توده ایران
- حزب کار ایران (توفان)
- حزب کمونیست ایران
- حزب کمونیست کارگری ایران
- حزب اتحاد کمونیسم کارگری
- حزب کمونیست ایران (مارکسیست-لنینیست-مائوئیست)
- اتحاد سوسیالیستی کارگری